# Take My Breath Away
Take My Breath Away – wydany na singlu utwór w wykonaniu zespołu muzycznego Berlin z 1986, nagrany na potrzeby ścieżki dźwiękowej do filmu Top Gun.
Utwór zapewnił twórcom Oscara za najlepszą piosenkę oryginalną.
Nastrojowa muzyka będąca połączeniem nowej fali i ballady oraz słowa sprawiły, że był bardzo często wykonywany przez innych wykonawców, m.in. Jessicę Simpson. W 2001 zespół został za tę piosenkę nominowany do nagrody Grammy.